# Dischistus albatus
Dischistus albatus är en tvåvingeart som först beskrevs av Seguy 1930.  Dischistus albatus ingår i släktet Dischistus och familjen svävflugor. Inga underarter finns listade i Catalogue of Life.